# Laurent Trémel
Laurent Trémel (né le 7 septembre 1967 à Versailles) est docteur en sociologie de l'EHESS (thèse soutenue en 1999).

## Biographie
À la fin des années 1980, il participe à la création de plusieurs jeux édités par Siroz (gamme Universom) : Silrin, Koros, Berlin XVIII et Whog Shrog.
De 1993 à 2003, il est membre du Groupe d’études sociologiques, unité de recherche dirigée par Jean-Louis Derouet à l’Institut national de recherche pédagogique (INRP, Paris). Il est chargé d'enseignement en sociologie à l'Université Paris X-Nanterre dans les années 1990.
De septembre 2004 à février 2015, il exerce des fonctions de chargé de conservation et de recherche au musée national de l'Éducation (Rouen), musée de France et musée scientifique de l’INRP jusqu'en 2010, transféré depuis au Centre national de documentation pédagogique (CNDP), réseau Canopé. Il est actuellement chargé de mission « médiation scientifique et partenariats universitaires » au Musée national de l’Éducation, réseau Canopé. 
Il fut membre associé au laboratoire Civiic de l'université de Rouen, puis aujourd’hui au CIRNEF (Centre interdisciplinaire de Recherche Normand en Education et Formation), unité de recherche (UR 7454) et est membre du comité de rédaction de la revue Penser l’éducation (revue scientifique internationale à comité de lecture, adossée au CIRNEF).
Il travaille depuis 1990 à l’analyse de pratiques culturelles (jeux de rôles, jeux vidéo et cinéma) en lien avec les modes de socialisation de la jeunesse.
Dans les années 2000 et 2010, ses travaux ont plus particulièrement porté sur l'étude des discours se rapportant aux nouvelles technologies, à l'éducation à l'image. Il s'est intéressé notamment au processus de légitimation sociale des jeux vidéo auxquels certains intervenants (journalistes, universitaires, psychologues, pédagogues…), parfois selon lui sous l'effet d'actions de lobbying des industriels du domaine, prêtent des vertus culturelles, pédagogiques, thérapeutiques, etc. Leur positionnement s'inscrivant à contre-courant d'une « critique sociale ordinaire » qui stigmatise ces produits pour leurs aspects désocialisateurs ou pathogènes.
Au Musée national de l'Education (Réseau Canopé, Rouen), il a assuré, en collaboration avec des collègues du musée et/ou des chercheurs associés, le commissariat de plusieurs expositions :
- « 50 ans de pédagogie par les petits écrans » (présentée du 5 novembre 2014 au 10 janvier 2016), en collaboration avec Delphine Campagnolle et Laurent Garreau.
- « Plus ou moins bêtes : les animaux et l’éducation » (présentée du 1er avril 2016 au 28 août 2016), en collaboration avec Marco Barroca-Paccard et Carole Voisin.
- « Métier d’enseignant.e, métier d’élève » (présentée du 16 octobre 2020 au 5 septembre 2021), en collaboration avec Patrick Rayou et Emily Busato.
- « La science est-elle solide ? Une vulgarisation scientifique par l’école » (présentée du 19 novembre 2022 au 30 avril 2023), en collaboration avec Kristell Gilbert.
Ces expositions ont donné lieu à des exposition itinérantes par panneaux (notamment destinées aux établissements scolaires) et, pour les deux dernières, des modélisations 3D permettant une visite en ligne (voir site du MUNAE).